# Niels van Steenis
Niels Henning van Steenis  (ur. 3 listopada 1969) – holenderski wioślarz. Złoty medalista olimpijski z Atlanty.
Zawody w 1996 były jego jedynymi igrzyskami olimpijskimi. Wspólnie z kolegami triumfował w ósemce. W ósemce był również srebrnym medalistą mistrzostw świata w 1994 i 1995.